# Com vaig guanyar la guerra
Com vaig guanyar la guerra (títol original en anglès: How I Won the War) és una pel·lícula britànica d'humor negre, dirigida per Richard Lester, interpretada per Michael Crawford i John Lennon, estrenada el 1967.
Durant el rodatge d'aquest film a la tardor de 1966, a Almería (Andalusia), John Lennon va compondre Strawberry Fields Forever. Ha estat doblada al català.

## Argument
La història està ambientada en la Segona Guerra Mundial. Explica la història del tinent Earnest Goodbody (Michel Crawford), un inútil militar que dirigeix una tropa d'inútils soldats. Goodbody i els seus homes reben l'ordre de construir un camp de Criquet a cent quilòmetres de les línies enemigues. Aquest accepta sense pensar que podria posar en risc la vida dels seus companys.

## Repartiment
- Michael Crawford: Tinent Goodbody
- John Lennon: Gripweed
- Roy Kinnear: Clapper
- Lee Montague: Transom
- Jack MacGowran: Juniper
- Michael Hordern: Grapple
- Jack Hedley: Melancholy Musketeer
- Karl Michael Vogler: Odlebog
- Ronald Lacey: Spool
- James Cossins: Drogue
- Ewan Hooper: Dooley
- Alexander Knox: General americà
- Robert Hardy: General britànic
- Sheila Hancock: Amiga de Mrs. Clapper
- Charles Dyer: Home
- Paul Daneman: Skipper
- Peter Graves: Oficial
- Jack May: Toby